# Angöring
Angöring eller angöra innebär som sjöfartsterm att med pejling eller annan navigationsmetod bestämma fartygets position när det närmar sig ett kustavsnitt. Det kallas också att man ”får” eller ”tar landkänning”.
Uttrycket angöra används också ibland vardagligt som synonymt med att lägga till vid en kaj eller brygga. Trots att denna betydelse finns belagd sedan 1800-talet anses detta språkbruk idag ändå felaktigt som navigationsterm. Rikstermbanken accepterar angöringsplats som benämning på en plats där ett fartyg "angör" i denna mening, men rekommenderar att man i stället använder termen förtöjningsplats.

## Angöring i övrig betydelse
I modern svenska förekommer även "angöring" på land. Ett kortvarigt uppehåll med ett fordon exempelvis för på- och avstigning kallas angöring; detta gäller i svensk lagstiftning (men inte i finländsk) också när man stannar för lastning eller lossning. Speciella hållplatser för bussar och taxi m.m. kan kallas angöringsplatser.
Termerna förekommer också i byggnadstekniska sammanhang.